# Taeniophyllum excavatum
Taeniophyllum excavatum är en orkidéart som beskrevs av Johannes Jacobus Smith. Taeniophyllum excavatum ingår i släktet Taeniophyllum och familjen orkidéer. Inga underarter finns listade i Catalogue of Life.